# Raciąż (comune rurale)
Raciąż è un comune rurale polacco del distretto di Płońsk, nel voivodato della Masovia.
Ricopre una superficie di 248,79 km² e nel 2004 contava 8 813 abitanti.
Il capoluogo è Raciąż, che non fa parte del territorio ma costituisce un comune a sé.